# ویولا ارگانیستا

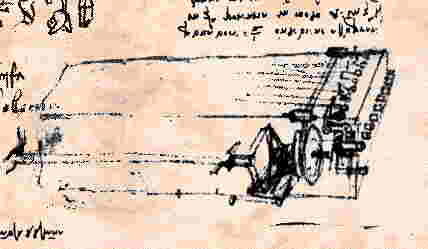
ویولا ارگانیستا (قوانین آتلانتیک, ۱۴۸۸-۱۴۸۹)

ویولا ارگانیستا سازی بود که لئوناردو دا وینچی آن را اختراع کرد. این اولین ساز کلیدی قوسی است که نشانی از آن باقی‌مانده است.

## تشریح
ایدهٔ اصلی لئوناردو همانطور که در دفترچه‌اش و نقاشی‌هایش در قوانین آتلانتیک آمده است، استفادهٔ یک یا چند چرخ غلتان که هر کدام متصل به قوس حلقه‌زنی، مانند موتور اتوموبیل، بود تا بر روی تارهای ساز عمود شوند. تارها با کنش کلید به داخل قوس فشرده شده، باعث حرکت قوس شده و صدا ایجاد می‌کند. در یک نسخه، تارها با دقت بر یکدیگر مماس شده بودند بنابراین تارها از کلیدها بیشتر شدند (برای مثال چند نوت مانند c و #c هر دو توسط یک کلید نواخته می‌شدند). در نسخه‌ای دیگر، هر نوت کلید مختص به خود را داشت.
ظاهراً لئوناردو این ساز خود را هرگز نساخت. اولین سازی که از این سبک الگو گرفت، گیگن ورک بود که به وسیلهٔ هانس هایدن، مخترع آلمانی، در سال ۱۵۷۵ ساخته شد.
آکیو اوباچی ویولا ارگانیستا را مطابق نمونه اصلی ساخته و در کنسرتی در جنوای آلمان در سال ۲۰۰۴ مورد استفاده قرار داده است.